# UCI ProSeries 2021
UCI ProSeries 2021 byla druhou sezónou UCI ProSeries, druhé divize silničních závodů. Plánovaný kalendář původně zahrnoval 55 závodů, z nichž 28 bylo jednodenních (1.Pro) a 27 etapových (2.Pro). 47 závodů se konalo v Evropě, pět v Asii, dva ve Spojených státech amerických a jeden v Argentině.
V lednu 2021 bylo 5 závodů zrušeno a 3 závody byly odloženy, v kalendáři tak zbylo 47 závodů, které byly součástí UCI ProSeries 2021. 2 závody pak byly přidány do kalendáře (Dwars door het Hageland a Eurométropole Tour) na začátku února, počet závodů se tak zvedl na 49.

## Závody
Oficiální kalendář byl odhalen na podzim 2020.
| Závod                           | Datum                   | Vítěz                      | Tým                      | Ref.   |
| ------------------------------- | ----------------------- | -------------------------- | ------------------------ | ------ |
| Vuelta a San Juan               | 24. – 31. ledna         | Zrušeno                    | Zrušeno                  | [ 3 ]  |
| Tour de Langkawi                | 30. ledna – 6. února    | Zrušeno                    | Zrušeno                  | [ 4 ]  |
| Kolem Ománu                     | 9. – 14. února          | Zrušeno                    | Zrušeno                  |        |
| Tour de La Provence             | 11. – 14. února         | Iván Sosa (COL)            | Ineos Grenadiers         | [ 5 ]  |
| Clásica de Almería              | 14. února               | Giacomo Nizzolo (ITA)      | Team Qhubeka Assos       | [ 6 ]  |
| Faun-Ardèche Classic            | 27. února               | David Gaudu (FRA)          | Groupama–FDJ             | [ 7 ]  |
| Kuurne–Brusel–Kuurne            | 28. února               | Mads Pedersen (DEN)        | Trek–Segafredo           | [ 8 ]  |
| Royal Bernard Drôme Classic     | 28. února               | Andrea Bagioli (ITA)       | Deceuninck–Quick-Step    | [ 9 ]  |
| Trofeo Laigueglia               | 3. března               | Bauke Mollema (NED)        | Trek–Segafredo           | [ 10 ] |
| GP Industria & Artigianato      | 7. března               | Mauri Vansevenant (BEL)    | Deceuninck–Quick-Step    | [ 11 ] |
| Nokere Koerse                   | 17. března              | Ludovic Robeet (BEL)       | Bingoal WB               | [ 12 ] |
| Bredene Koksijde Classic        | 19. března              | Tim Merlier (BEL)          | Alpecin–Fenix            | [ 13 ] |
| GP Miguel Indurain              | 3. dubna                | Alejandro Valverde (ESP)   | Movistar Team            | [ 14 ] |
| Scheldeprijs                    | 7. dubna                | Jasper Philipsen (BEL)     | Alpecin–Fenix            | [ 15 ] |
| Kolem Turecka                   | 11. – 18. dubna         | José Manuel Díaz (ESP)     | Delko                    | [ 16 ] |
| Brabantský šíp                  | 14. dubna               | Tom Pidcock (GBR)          | Ineos Grenadiers         | [ 17 ] |
| Volta a la Comunitat Valenciana | 14. – 18. dubna         | Stefan Küng (SUI)          | Groupama–FDJ             | [ 18 ] |
| / Tour of the Alps              | 19. – 23. dubna         | Simon Yates (GBR)          | Team BikeExchange        | [ 19 ] |
| Tour de Yorkshire               | 29. dubna – 2. května   | Zrušeno                    | Zrušeno                  | [ 20 ] |
| Čtyři dny v Dunkerku            | 4. – 9. května          | Zrušeno                    | Zrušeno                  | [ 21 ] |
| Volta ao Algarve                | 5. – 9. května          | João Rodrigues (POR)       | W52–FC Porto             | [ 22 ] |
| Tro-Bro Léon                    | 16. května              | Connor Swift (GBR)         | Arkéa–Samsic             | [ 23 ] |
| Vuelta a Andalucía              | 18. – 22. května        | Miguel Ángel López (COL)   | Movistar Team            | [ 24 ] |
| Boucles de la Mayenne           | 27. – 30. května        | Arnaud Démare (FRA)        | Groupama–FDJ             | [ 25 ] |
| Dwars door het Hageland         | 5. června               | Rasmus Tiller (NOR)        | Uno-X Pro Cycling Team   | [ 26 ] |
| Kolem Belgie                    | 9. – 13. června         | Remco Evenepoel (BEL)      | Deceuninck–Quick-Step    | [ 27 ] |
| ZLM Tour                        | 9. – 13. června         | Zrušeno                    | Zrušeno                  | [ 28 ] |
| Kolem Slovinska                 | 9. – 13. června         | Tadej Pogačar (SLO)        | UAE Team Emirates        | [ 29 ] |
| Tour de Wallonie                | 20. – 24. července      | Quinn Simmons (USA)        | Trek–Segafredo           | [ 30 ] |
| Tour of Utah                    | 26. července – 1. srpna | Zrušeno                    | Zrušeno                  | [ 31 ] |
| Vuelta a Burgos                 | 3. – 7. srpna           | Mikel Landa (ESP)          | Team Bahrain Victorious  | [ 32 ] |
| Arctic Race of Norway           | 5. – 8. srpna           | Ben Hermans (BEL)          | Israel–Premier Tech      | [ 33 ] |
| Danmark Rundt                   | 10. – 14. srpna         | Remco Evenepoel (BEL)      | Deceuninck–Quick-Step    | [ 34 ] |
| Kolem Norska                    | 19. – 22. srpna         | Ethan Hayter (GBR)         | Ineos Grenadiers         | [ 35 ] |
| Deutschland Tour                | 26. – 29. srpna         | Nils Politt (GER)          | Bora–Hansgrohe           | [ 36 ] |
| Brussels Cycling Classic        | 28. srpna               | Remco Evenepoel (BEL)      | Deceuninck–Quick-Step    | [ 37 ] |
| Kolem Rakouska                  | 31. srpna – 4. září     | Zrušeno                    | Zrušeno                  |        |
| Maryland Cycling Classic        | 5. září                 | Zrušeno                    | Zrušeno                  | [ 38 ] |
| Tour of Britain                 | 5. – 12. září           | Wout van Aert (BEL)        | Team Jumbo–Visma         | [ 39 ] |
| Grand Prix de Fourmies          | 12. září                | Elia Viviani (ITA)         | Cofidis                  | [ 40 ] |
| Tour de Luxembourg              | 14. – 18. září          | João Almeida (POR)         | Deceuninck–Quick-Step    | [ 41 ] |
| Grand Prix de Wallonie          | 15. září                | Christophe Laporte (FRA)   | Cofidis                  | [ 42 ] |
| Coppa Sabatini                  | 16. září                | Michael Valgren (DEN)      | EF Education–Nippo       | [ 43 ] |
| Primus Classic                  | 18. září                | Florian Sénéchal (FRA)     | Deceuninck–Quick-Step    | [ 44 ] |
| Grand Prix de Denain            | 21. září                | Jasper Philipsen (BEL)     | Alpecin–Fenix            | [ 45 ] |
| Eurométropole Tour              | 29. září                | Fabio Jakobsen (NED)       | Deceuninck–Quick-Step    | [ 46 ] |
| Giro dell'Emilia                | 2. října                | Primož Roglič (SLO)        | Team Jumbo–Visma         | [ 47 ] |
| Münsterland Giro                | 3. října                | Mark Cavendish (GBR)       | Deceuninck–Quick-Step    | [ 48 ] |
| Coppa Bernocchi                 | 4. října                | Remco Evenepoel (BEL)      | Deceuninck–Quick-Step    | [ 49 ] |
| Tre Valli Varesine              | 5. října                | Alessandro De Marchi (ITA) | Israel–Premier Tech      | [ 50 ] |
| Milán–Turín                     | 6. října                | Primož Roglič (SLO)        | Team Jumbo–Visma         | [ 51 ] |
| Gran Piemonte                   | 7. října                | Matthew Walls (GBR)        | Bora–Hansgrohe           | [ 52 ] |
| Kolem jezera Tchaj-chu          | 9. – 12. října          | Zrušeno                    | Zrušeno                  |        |
| Paříž–Tours                     | 10. října               | Arnaud Démare (FRA)        | Groupama–FDJ             | [ 53 ] |
| Grand Prix du Morbihan          | 16. října               | Arne Marit (BEL)           | Sport Vlaanderen–Baloise | [ 54 ] |
| Japan Cup                       | 16. října               | Zrušeno                    | Zrušeno                  | [ 55 ] |